# Robert Răducanu
Robert Răducanu (Bucarest, 5 settembre 1996) è un calciatore rumeno, attaccante del Popești Leordeni.

## Caratteristiche tecniche
È una seconda punta.

## Palmarès

### Club

#### Competizioni nazionali
- Coppa di Romania: 1

Viitorul Costanza: 2018-2019